# Iwan Senaj
Iwan Serhijowytsch Senaj (ukrainisch Іван Сергійович Сенай; englisch Ivan Senay; * 3. April 1987 in Krywyj Rih, Ukrainische SSR, UdSSR) ist ein ukrainischer Boxer. Er wurde 2008 in Liverpool Europameister der Amateure im Mittelgewicht.

## Werdegang
Iwan Senaj begann als Jugendlicher in seiner Heimatstadt Krywyj Rih mit dem Boxen und entwickelte sich schon als Junior zu einem hervorragenden Boxer. Bereits 2004 wurde er ukrainischer Juniorenmeister und startete mit 17 Jahren bei der Junioren-Weltmeisterschaft im südkoreanischen Jeju. Im Halbweltergewicht gelangen ihm dabei Siege über Sung Jong-Park, Südkorea u. Mark Jason Melligen aus den Philippinen. Im Viertelfinale unterlag er Armen Owsepjan aus Russland und belegte damit den 5. Platz.
2005 gewann er bei der Junioren-Europameisterschaft in Tallinn im Weltergewicht die Bronzemedaille. Nach drei Siegen unterlag er dort im Halbfinale gegen Norbert Harcsa aus Ungarn knapp nach Punkten (38:41). 2006 wurde er beim Algirdas-Schozikas-Turnier in Kaunas Sieger im Weltergewicht mit einem Punktsieg im Finale über Ernestas Dapkus aus Litauen.
Ein bemerkenswerter Turniersieg gelang ihm auch beim 41. Makar Mazny Memorial in Mariupol/Ukraine, bei dem er im Mittelgewicht startete. Er siegte dort über den Russen Roman Kostin durch Abbruch in der 2. Runde und schlug danach die beiden irischen Spitzenboxer Darren O’Neill nach Punkten und Darren Sutherland durch Abbruch in der 3. Runde. 2007 siegte er in Kriwojrog in einem Länderkampf gegen Kuba gegen Yudiel Napoles.
Im nationalen Bereich stand Iwan Senaj in den Jahren 2006, 2007 und in der ersten Hälfte des Jahres 2008 im Schatten von Sergei Derewjantschenko, der auch bei den Olympischen Spielen in Peking an den Start ging. 2008 wurde Iwan Senaj aber erstmals ukrainischer Meister bei den Senioren mit einem Sieg über Iwan Golub aus Donezk. Im November 2008 wurde Iwan Senaj dann bei der Europameisterschaft in Liverpool eingesetzt. Er konnte dort im Mittelgewicht voll überzeugen und erkämpfte sich mit Punktsiegen über Mladen Manew, Bulgarien (9:3), István Szili, Ungarn (13:5), Viktor Cotiujanschi, Moldawien (8:4) und Maxim Koptjakow, Russland (9:4) in souveräner Weise den Europameistertitel.

## Internationale Erfolge
(WM = Weltmeisterschaft, EM = Europameisterschaft, Hw = Halbweltergewicht, We = Weltergewicht, Mi = Mittelgewicht, bis 64 kg, 69 kg u. 75 kg Körpergewicht)
- 2004, 5. Platz, Junioren-WM in Jeju/Südkorea, Hw, mit Siegen über Sung Jong-Park, Südkorea u. Mark Jason Melligen, Philippinen u. eiern Niederlage gegen Armen Owsepjan, Russland;

- 2005, 2. Platz, Inter. Junioren-Turnier in Berdichev, We, nach einer Niederlage im Halbfinale gegen Igor Sikorsky, Ukraine;

- 2005, 3. Platz, Junioren-EM in Tallinn, We, mit Punktsieg über Gheorgita Sbengea, Rumänien, Abbruchsiegen über Mariano Hilario, Spanien u. Galin Rafailow, Bulgarien u. einer Punktniederlage gegen Norbert Harcsa, Ungarn (38:41);

- 2006, 1. Platz, Algirdas-Schozikas-Turnier in Kaunas, We, mit Punktsiegen über Dimitrijs Sostaks, Lettland, Vitalie Bondarenko, Belarus u. Ernestas Dapkus, Litauen;

- 2007, 5. Platz, Algirdas-Schozikas-Turnier in Kaunas, Mi, mit einer Punktniederlage gegen Kiril Makarewitsch, Belarus;

- 2007, 5. Platz, Turnier um den Goldenen Gürtel in Bukarest, Mi, mit einer Punktniederlage gegen Roland Gavril, Rumänien;

- 2007, 1. Platz, 41. Makar Mazay Memorial in Mariupol/Ukraine, Mi, mit einem Abbruchsieg 2. Runde über Roman Kostin, Russland, einem Punktsieg über Darren O’Neill, Irland (16:9) u. einem Abbruchsieg in der 3. Runde über Darren Sutherland, Irland;

- 2008, 1. Platz, EM in Liverpool, Mi, mit Punktsiegen über Mladen Manew, Bulgarien (9:3), István Szili, Ungarn (13:5), Viktor Cotiujanschi, Moldawien (8:4) u. Maxim Koptjakow, Russland (9:4)

## Länderkampf
- 2007 in Krywyj Rih, Ukraine gegen Kuba, Mi, Punktsieger über Yudiel Napoles

## Ukrainische Meisterschaften
(soweit bekannt)
- 2008, 1. Platz, Mi, mit Sieg im Finale über Iwan Golub, Donezk